# Obetia
Genre
Obetia est un genre de plantes à fleurs de la famille des Urticaceae.

## Liste des espèces
Selon IPNI (4 août 2010) :
- Obetia aldabrensis Friis
- Obetia australis Engl.
- Obetia carruthersiana Rendle
- Obetia ficifolia Wedd. ex Baker
- Obetia ficifolia Gaudich.
- Obetia laciniata Baker
- Obetia madagascariensis Wedd.
- Obetia morifolia Baker
- Obetia pinnatifida Baker
- Obetia radula (Baker) B.D.Jacks.
- Obetia radula Baker
- Obetia radula (Baker) Leandri
- Obetia tenax (N.E.Br.) Friis